# 斯蒂夫·布巴卡尔·特拉瓦利
斯蒂夫·布巴卡尔·特拉瓦利（Steve Bubacarr Trawally，1994年11月10日—）是一名冈比亚足球运动员，司職前鋒。现效力于伊朗職業足球聯賽球隊拿夫特。
斯蒂夫司职攻击型中场，为冈比亚国青队的核心球员，曾经随皇家班珠尔俱乐部两次获得冈比亚联赛冠军和超级杯冠军，并获得联赛最佳新人、最佳射手。2015年1月，斯蒂夫加盟中超联赛俱乐部杭州绿城，之后免费租借给了中甲球队延边长白山，帮助延边队夺得2015年中国足球甲级联赛冠军。2016年2月，斯蒂夫永久转会延边富德。